# Крістіан Вільгельмссон
Крістіа́н Вільге́льмссон (швед. Christian Wilhelmsson, * 8 грудня 1979, Мальме) — шведський футболіст, півзахисник катарського клубу «Аль-Аглі» з Дохи.
Насамперед відомий виступами за клуб «Андерлехт» та національну збірну Швеції.
Володар Кубка Італії. 

## Клубна кар'єра
Вихованець футбольної школи клубу «М'єльбю». Дорослу футбольну кар'єру розпочав 1997 року в основній команді того ж клубу, в якій провів три сезони, взявши участь у 52 матчах чемпіонату.
Протягом 2000—2003 років виступав у Норвегії у складі місцевого клубу «Стабек». Влітку 2003 перейшов до бельгійського «Андерлехта», в якому відіграв наступні три сезони своєї кар'єри. У цій команді був основним гравцем півзахисту, регулярно брав участь у розіграшах Ліги чемпіонів.
Влітку 2006 року приєднався до складу французького «Нанта». Відіграв у цій команді лише півсезону, наступні два роки провів в орендах, спочатку в італійській «Ромі», згодом в англійському «Болтон Вондерерз» та іспанському «Депортіво»
2008 року 28-річний швед уклав трирічний контракт із саудівським клубом «Аль-Гіляль» (Ер-Ріяд).
До складу катарського клубу «Аль-Аглі» (Доха) приєднався на умовах оренди 2011 року. Наразі встиг відіграти за катарську команду 9 матчів в національному чемпіонаті.

## Виступи за збірну
2001 року дебютував в офіційних матчах у складі національної збірної Швеції. Наразі провів у формі головної команди країни 69 матчів, забивши 8 голів. 
У складі збірної був учасником чемпіонату Європи 2004 року у Португалії, чемпіонату світу 2006 року у Німеччині, а також чемпіонату Європи 2008 року в Австрії та Швейцарії.

## Статистика виступів

### Статистика клубних виступів
| Сезон                 | Клуб                  | Чемпіонат             | Чемпіонат | Чемпіонат | Національний кубок | Національний кубок | Національний кубок | Континентальні кубки | Континентальні кубки | Континентальні кубки | Supercoppe | Supercoppe | Supercoppe | Усього | Усього |
| Сезон                 | Клуб                  | Ліга                  | Ігор      | Голів     | Ліга               | Ігор               | Голів              | Ліга                 | Ігор                 | Голів                | Ліга       | Ігор       | Голів      | Ігор   | Голів  |
| --------------------- | --------------------- | --------------------- | --------- | --------- | ------------------ | ------------------ | ------------------ | -------------------- | -------------------- | -------------------- | ---------- | ---------- | ---------- | ------ | ------ |
| 1997                  | «М'єльбю»             | Л1                    | 6         | 0         | КШ                 | ?                  | ?                  | -                    | -                    | -                    | -          | -          | -          | ?      | ?      |
| 1998                  | «М'єльбю»             | Л1                    | 21        | 4         | КШ                 | ?                  | ?                  | -                    | -                    | -                    | -          | -          | -          | ?      | ?      |
| 1999                  | «М'єльбю»             | Л1                    | 25        | 7         | КШ                 | ?                  | ?                  | -                    | -                    | -                    | -          | -          | -          | ?      | ?      |
| Усього за «М'єльбю»   | Усього за «М'єльбю»   | Усього за «М'єльбю»   | 52        | 11        |                    | ?                  | ?                  |                      | ?                    | ?                    |            | -          | -          | ?      | ?      |
| 2000                  | «Стабек»              | ЧН                    | 24        | 9         | КН                 | ?                  | ?                  | -                    | -                    | -                    | -          | -          | -          | ?      | ?      |
| 2001                  | «Стабек»              | ЧН                    | 25        | 6         | КН                 | ?                  | ?                  | -                    | -                    | -                    | -          | -          | -          | ?      | ?      |
| 2002                  | «Стабек»              | ЧН                    | 26        | 6         | КН                 | ?                  | ?                  | КУЄФА                | 2                    | 1                    | -          | -          | -          | ?      | ?      |
| 2003                  | «Стабек»              | ЧН                    | 9         | 4         | КН                 | ?                  | ?                  | -                    | -                    | -                    | -          | -          | -          | ?      | ?      |
| Усього за «Стабек»    | Усього за «Стабек»    | Усього за «Стабек»    | 84        | 25        |                    | ?                  | ?                  |                      | 2                    | 1                    |            | -          | -          | ?      | ?      |
| 2003–04               | «Андерлехт»           | ЧБ                    | 27        | 5         | КБ                 | ?                  | ?                  | ЛЧ                   | 7                    | 0                    | -          | -          | -          | ?      | ?      |
| 2004–05               | «Андерлехт»           | ЧБ                    | 32        | 4         | КБ                 | ?                  | ?                  | ЛЧ                   | 6                    | 0                    | -          | -          | -          | ?      | ?      |
| 2005–06               | «Андерлехт»           | ЧБ                    | 31        | 5         | КБ                 | ?                  | ?                  | ЛЧ                   | 9                    | 0                    | -          | -          | -          | ?      | ?      |
| Усього за «Андерлехт» | Усього за «Андерлехт» | Усього за «Андерлехт» | 90        | 14        |                    | ?                  | ?                  |                      | 22                   | 0                    |            | -          | -          | ?      | ?      |
| 2006-07               | «Нант»                | L1                    | 13        | 0         | КФ+КФЛ             | ?                  | ?                  | -                    | -                    | -                    | -          | -          | -          | ?      | ?      |
| 2007                  | «Рома»                | A                     | 19        | 1         | КІ                 | ?                  | ?                  | ЛЧ                   | 3                    | 0                    | -          | -          | -          | ?      | ?      |
| 2007-08               | «Болтон Вондерерз»    | ПЛ                    | 8         | 0         | КА+КФЛ             | ?                  | ?                  | -                    | -                    | -                    | -          | -          | -          | ?      | ?      |
| 2008                  | «Депортіво»           | ПД                    | 15        | 1         | КІ                 | ?                  | ?                  | -                    | -                    | -                    | -          | -          | -          | ?      | ?      |
| Усього                | Усього                | Усього                | ?         | ?         |                    | ?                  | ?                  |                      | ?                    | ?                    |            | -          | -          | ?      | ?      |

## Титули і досягнення
- Чемпіон Бельгії (2):

«Андерлехт»: 2003–04, 2005–06
- Володар Кубка Італії (1):

«Рома»: 2006–07